# Annois
Annois ist eine französische Gemeinde mit 352 Einwohnern (Stand 1. Januar 2022) im Département Aisne in der Region Hauts-de-France (vor 2016 Picardie). Sie gehört zum Arrondissement Saint-Quentin, zum Kanton Ribemont und zum Gemeindeverband Saint-Quentinois.

## Geografie
Die Gemeinde Annois liegt am Flüsschen Sommette und am Canal de Saint-Quentin, 15 Kilometer südwestlich der Stadt Saint-Quentin. Umgeben ist Annois von den Nachbargemeinden Saint-Simon im Norden, Flavy-le-Martel im Osten, La Neuville-en-Beine im Süden, Cugny im Westen sowie Ollezy im Nordwesten.

## Bevölkerungsentwicklung
| Jahr                       | 1962 | 1968 | 1975 | 1982 | 1990 | 1999 | 2011 | 2021 |
| Einwohner                  | 358  | 345  | 370  | 397  | 372  | 383  | 386  | 355  |
| Quellen: Cassini und INSEE |      |      |      |      |      |      |      |      |

## Sehenswürdigkeiten
- Kirche Saint-Martin
- Schloss
- Marienstatue
- Wasserturm
- Britischer Militärfriedhof der Commonwealth War Graves Commission

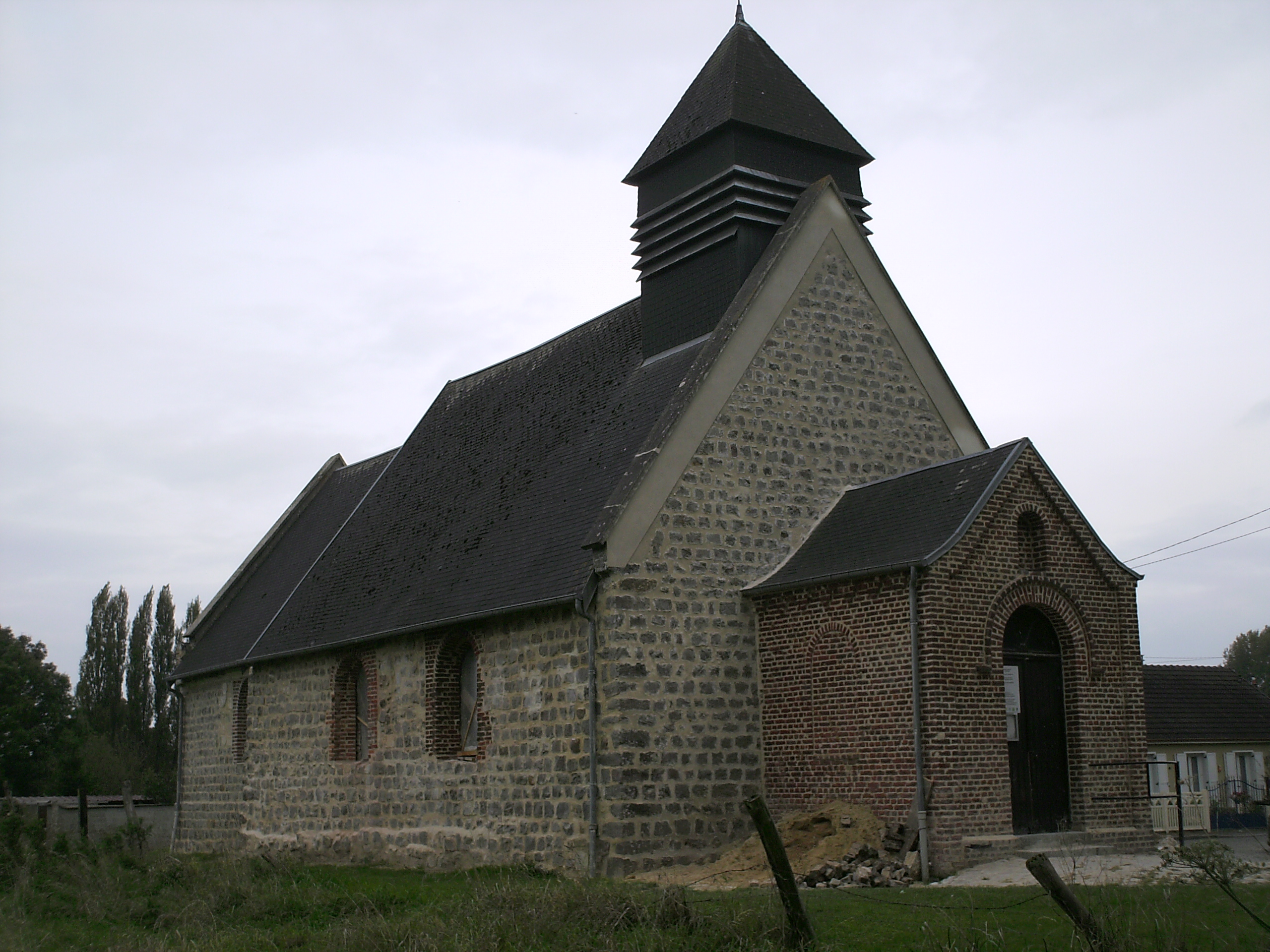
Kirche Saint-Martin
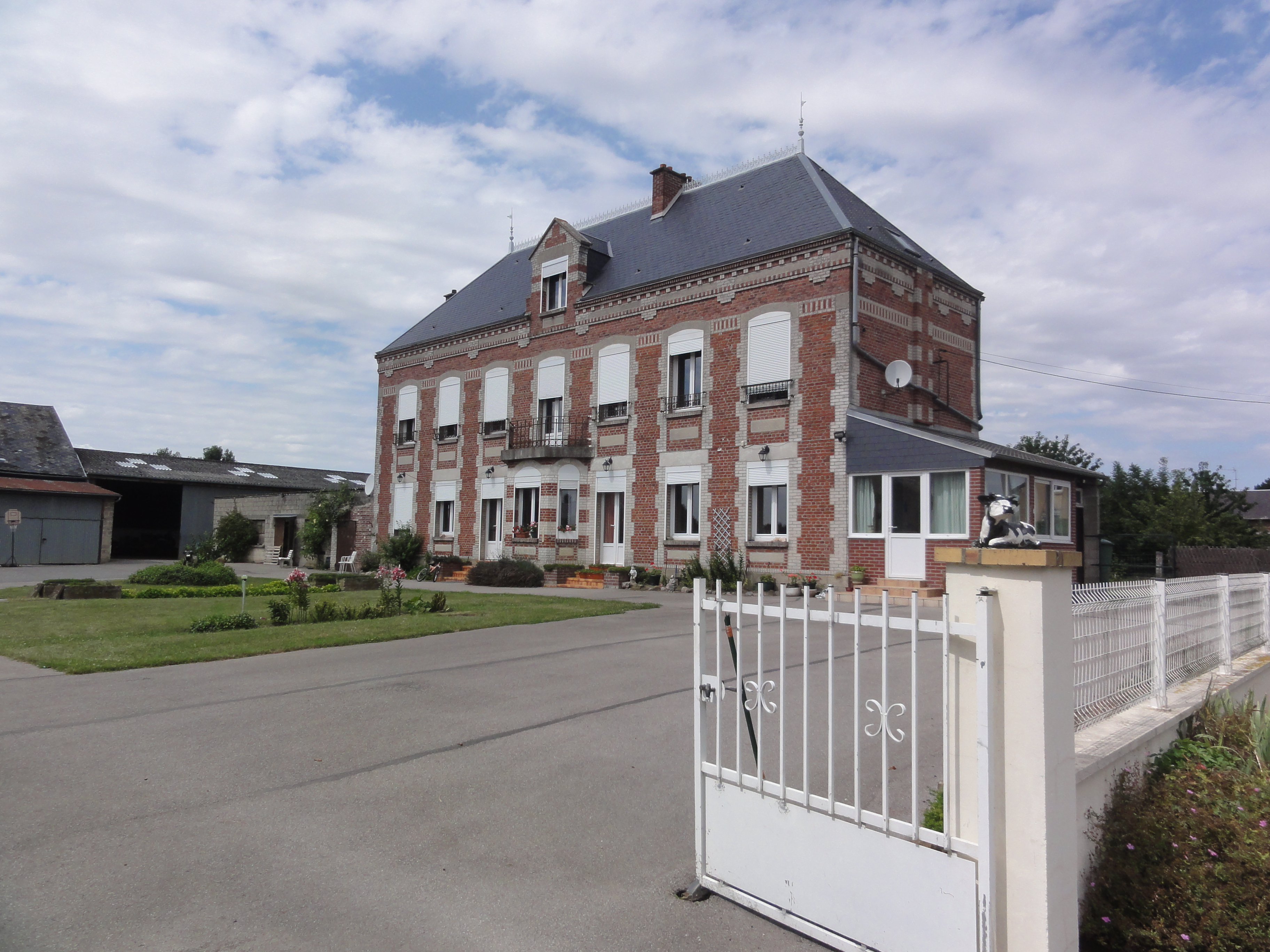
Schloss
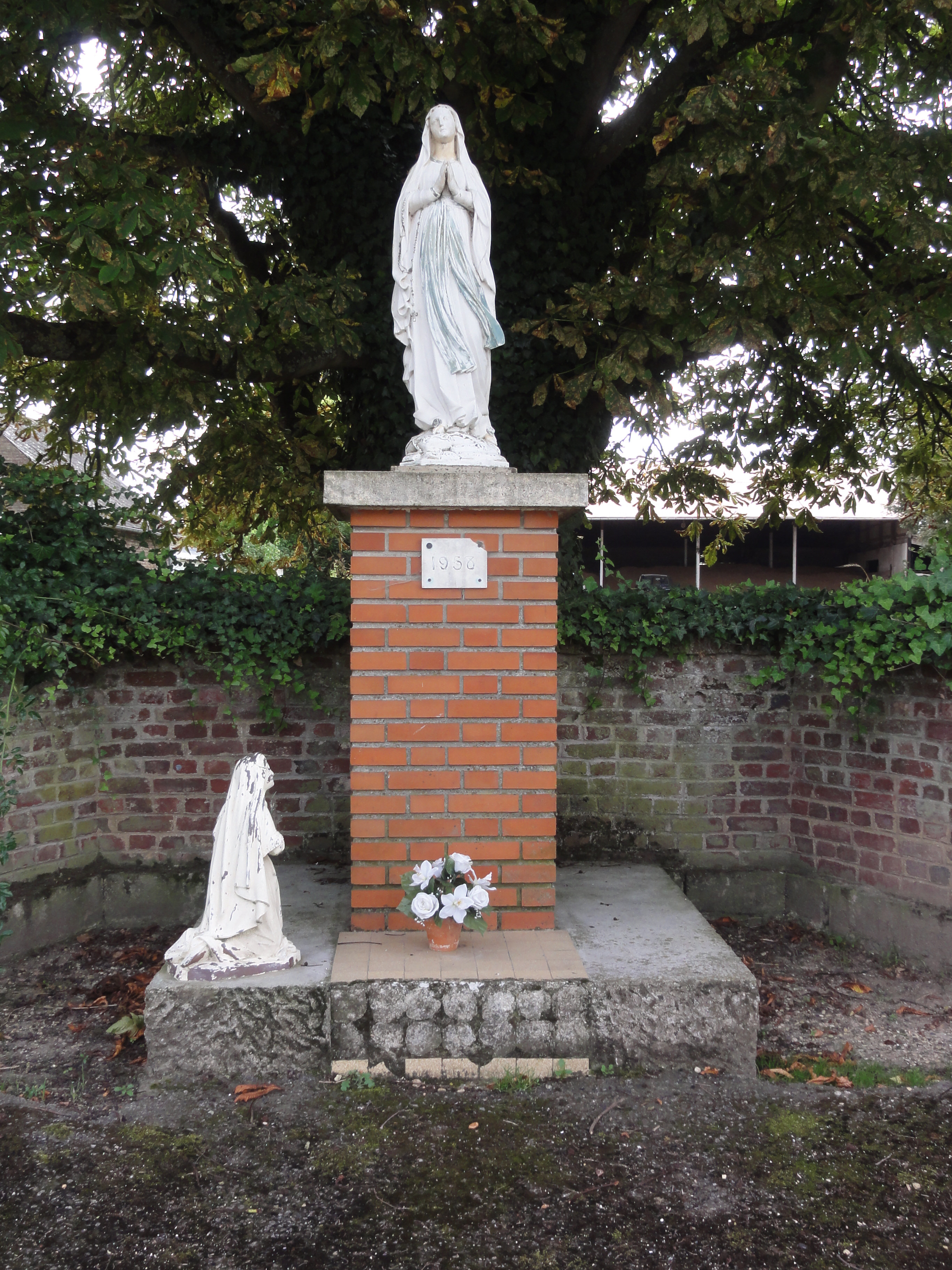
Marienstatue
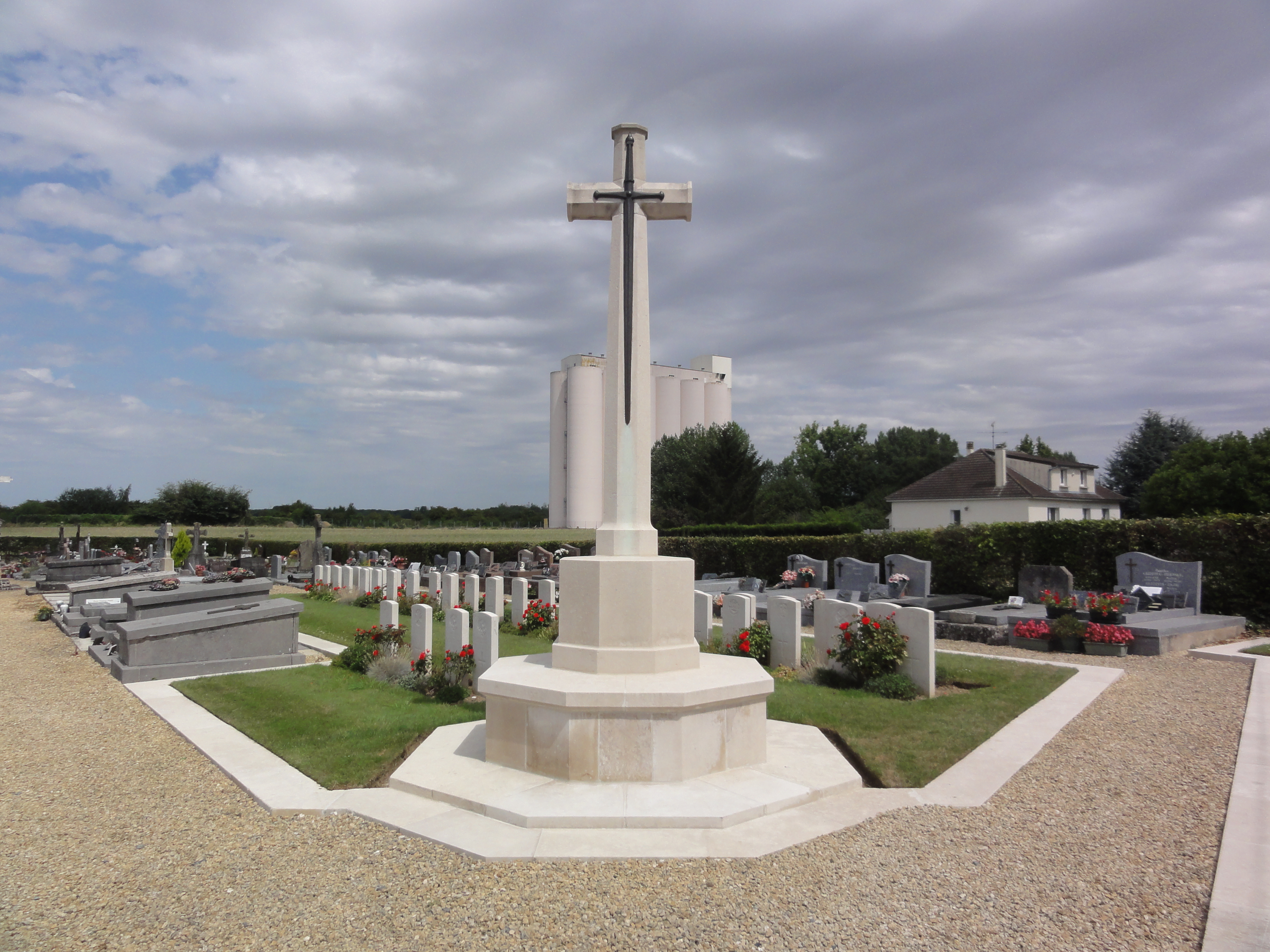
Kriegsgräber der CWCG
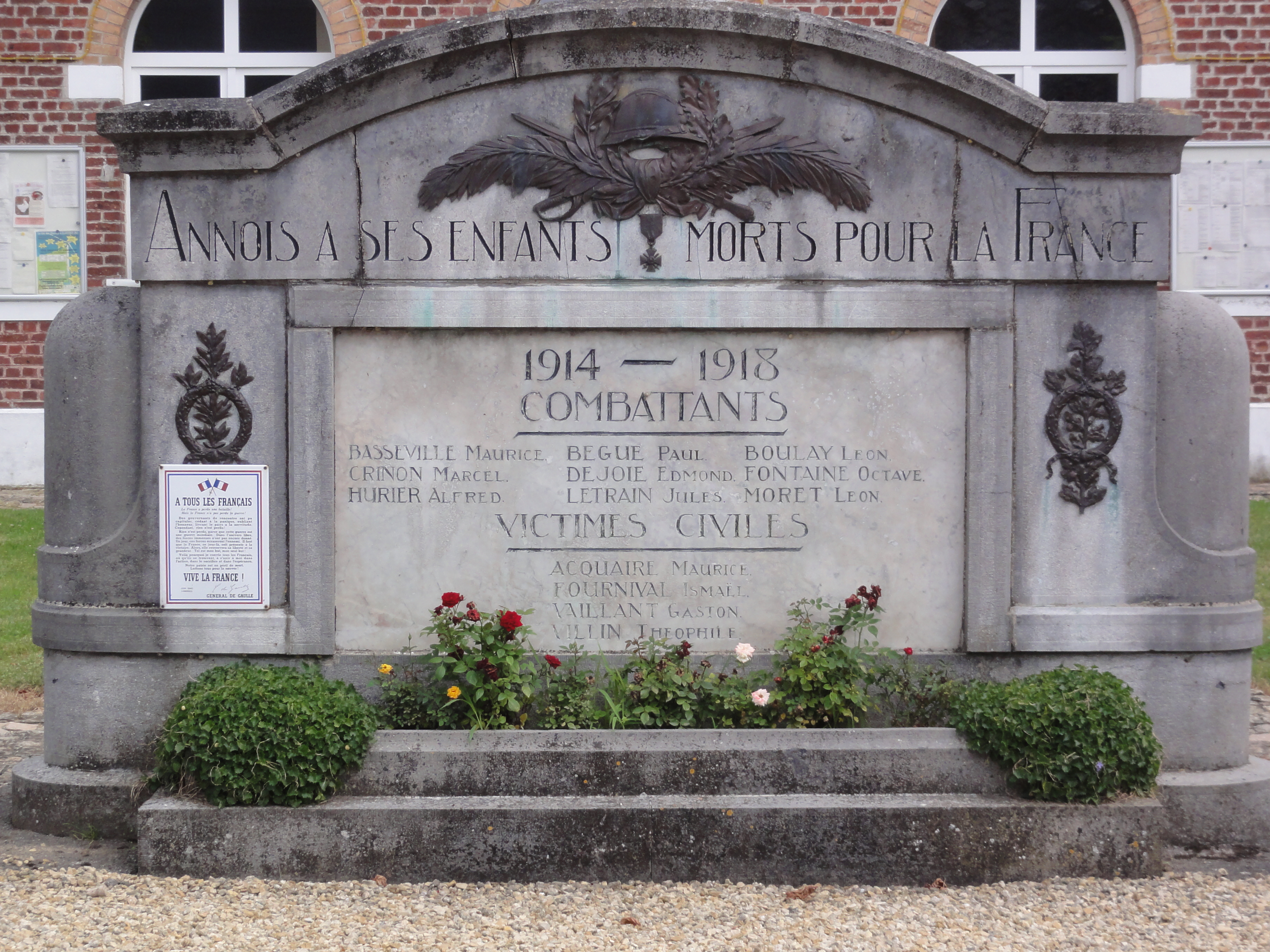
Gefallenendenkmal